# ديفيد ويزنر
ديفيد ويزنر (بالإنجليزية: David Wiesner)‏ هو كاتب ورسام توضيحي وكاتب للأطفال أمريكي، ولد في 5 فبراير 1956 في Bridgewater Township, New Jersey ‏ في الولايات المتحدة.

## وصلات خارجية
- الموقع الرسمي